# Esafluorofosfato di tetrakis(acetonitrile)rame(I)
L'esafluorofosfato di tetrakis(acetonitrile)rame(I)  o è il composto organometallico con formula [Cu(CH3CN)4]PF6. In condizioni normali è un solido bianco, dove lo stato di ossidazione del rame è +1. Disponibile in commercio, è usato per la sintesi di altri complessi di rame, dato che il legante nitrile si può sostituire facilmente.

## Struttura
Studi di cristallografia a raggi X mostrano che il catione Cu(I) è coordinato a quattro leganti acetonitrile quasi lineari, con una geometria tetraedrica pressoché ideale. La distanza Cu–N è nell'intervallo 192,8-203,0 pm. Struttura analoga hanno i sali ottenuti con altri anioni come perclorato, tetrafluoroborato, nitrato, e anche con l'anione debolmente coordinante B(C6F5)4−.

## Sintesi
Il catione [Cu(CH3CN)4]+ fu descritto per la prima volta nel 1923, come prodotto secondario formatosi dalla riduzione di rame in polvere con nitrato d'argento in soluzione di acetonitrile.
Normalmente [Cu(CH3CN)4]PF6 è prodotto aggiungendo HPF6 a una sospensione di ossido di rame(I) in acetonitrile.
Cu2O + 2 HPF6 + 8 CH3CN → 2 [Cu(CH3CN)4]PF6 + H2O
La reazione è fortemente esotermica e può portare a bollore la soluzione. Dopo la cristallizzazione i cristalli formati dovrebbero essere bianchi, ma si osserva spesso una sfumatura blu dovuta alla presenza di ioni Cu2+.

## Proprietà
Il legante acetonitrile protegge lo ione Cu(I) dall'ossidazione a Cu(II). Tuttavia l'acetonitrile non è legato fortemente al Cu(I), e in presenza di altri solventi non acquosi il composto [Cu(CH3CN)4]PF6 può essere usato come precursore per la sintesi di altri composti di Cu(I).
Soluzioni in acetonitrile di [Cu(CH3CN)4]+ danno disproporzione se diluite con acqua:
2 [Cu(CH3CN)4]+  +  6 H2O   →   [Cu(H2O)6]2+  +  Cu  +  8 CH3CN